# フレデリック・バジール
ジャン・フレデリック・バジール (Jean Frédéric Bazille, 1841年12月6日 – 1870年11月28日）は、フランスの印象派の画家。

## 概要
バジールは、南仏モンペリエの裕福な家庭に生まれ、1862年（21歳頃）、パリに出て絵画の勉強をするため、シャルル・グレールの画塾に入った。そこで、モネ、ルノワール、シスレー、ピサロ、セザンヌといった仲間と知り合った。彼らは、当時の規範であったアカデミズム絵画に飽き足らない、戸外制作などを通じた新しい絵画を目指して交友を深め、バティニョール派と呼ばれるようになった。経済的余裕のあるバジールは、仲間の絵を買ったり、自分の借りたアトリエを使わせたりして、仲間を支援した。
1866年以降、サロン・ド・パリに度々入選するが、サロンの審査に不満を抱き、サロンから独立したグループ展の構想を仲間と温めていた。しかし、1870年に勃発した普仏戦争に志願して参戦し、28歳で戦死した。1874年に始まる印象派グループ展を見ることはできなかった。
バジールが残した油彩画は、わずか70点ほどであるが、印象派誕生の貴重な記録となっている。彼の代表作『家族の集い』は、戸外における人物群像を、優れた構成力と光のコントラストの下で描いた作品であり、才能が示されている。

## 生涯

### 出生、画塾時代

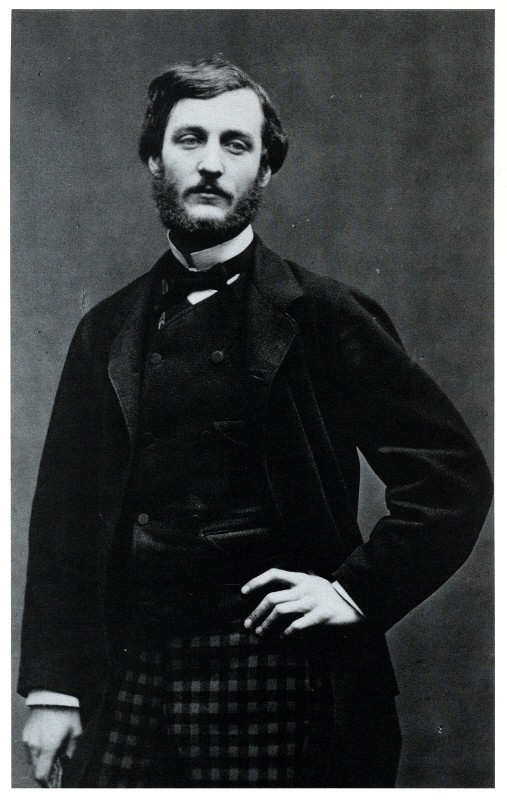
1865年の写真。

フレデリック・バジールは、1841年、南仏ラングドック＝ルシヨン地域圏・エロー県のモンペリエで、裕福なプロテスタント中産階級の家庭に生まれた。少年時代、彼は、ウジェーヌ・ドラクロワの『アルジェの女たち』や『ライオンの穴の中のダニエル』に惹かれた。18歳の時、親から、医学を同時に勉強することという条件付きで、絵の勉強をすることを許され、医学部に進学した。
1862年末、バジールは、パリに出て、シャルル・グレールの画塾に入った。ここに入塾したのは、そこで学んでいたモンペリエ出身のカステルノーに勧められたからと思われる。その頃、クロード・モネ、ピエール＝オーギュスト・ルノワール、アルフレッド・シスレーもグレールの画塾に入り、彼らは親交を深めた。バジールとモネは、1863年の復活祭の期間、フォンテーヌブローの森近くのシャイイ＝アン＝ビエールに写生に行った。バジールは、親への手紙で、モネを「画家の卵の中で一番の友達」と呼び、「フォンテーヌブローの森のそばの小さな村シャイイで1週間過ごしました。ル・アーヴル出身で、風景画がとてもうまい友達のモネと一緒でしたが、彼はとても有益な助言をいくつもしてくれました。」と書いている。また、ルーヴル美術館でルーベンスやティントレットの模写をした。
この頃、バジールは、従兄弟のルジョーヌの家に集まっていた芸術家たちの中で、ポール・セザンヌと知り合った。そして、セザンヌを通じて、同じアカデミー・シュイスで勉強していたカミーユ・ピサロやアルマン・ギヨマンとも知り合った。バジールは、セザンヌをルノワールに紹介した。こうして、バジールは、モネとともに、グレール画塾のメンバーとアカデミー・シュイスのメンバーとを結びつける役割を果たした。
1863年の夏、モンペリエで過ごした後、パリに戻ると、グレールの病気のために画塾の閉鎖が検討されていることを知らされた。バジールは、両親に、学生たちが非常に悲しんでいると手紙で書いている。
1864年5月には、モネとともに、ノルマンディーのルーアン、オンフルール、サン＝タドレスに滞在し、制作した。オンフルールで、モネの敬愛する先輩風景画家、ウジェーヌ・ブーダンとヨハン・ヨンキントに出会った。バジールは、両親に、次のような手紙を書いている。
バジールは先にパリに帰ったが、オンフルールに残ったモネは、バジールに、この地で制作する喜びを手紙で伝えている。バジールは、同年夏、モンペリエ郊外の村で、従姉妹のテレーズ (Thérèse des Hours) をモデルに『ピンクのドレス』を制作した。同年秋、医学の試験に落第し、モンペリエに帰省すると、両親は、とうとう絵を専門に勉強することを許した。

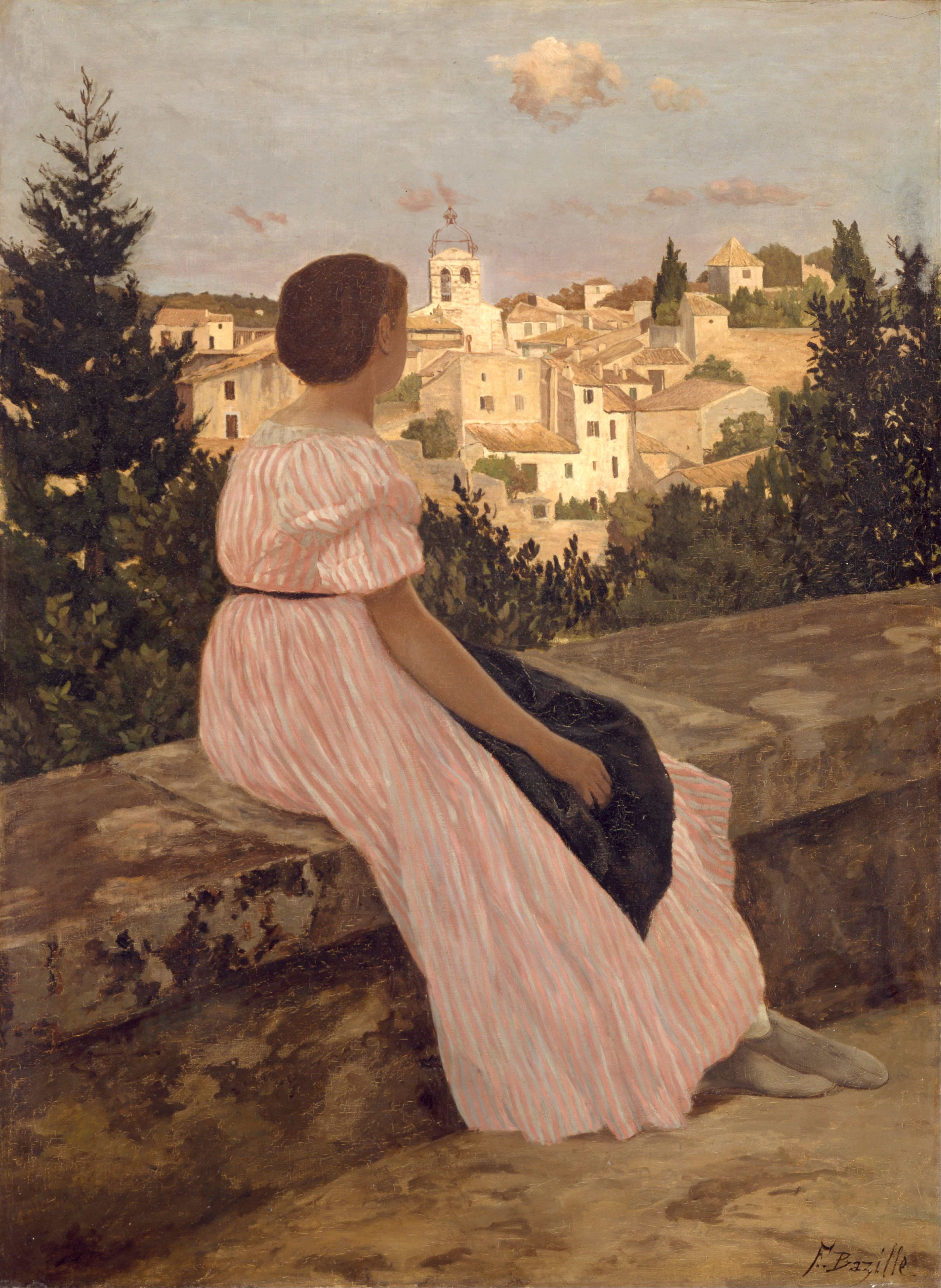
『ピンクのドレス（フランス語版）』1864年。油彩、キャンバス、148 × 110 cm。オルセー美術館[12]。

### フュルスタンベール通りのアトリエ
1864年末、バジールは、フュルスタンベール通りに構えたアトリエにモネを誘い、一緒に制作するようになった。その冬、モネとバジールは、バジールの親戚ルジョーヌの家を頻繁に訪れた。ここで、アンリ・ファンタン＝ラトゥール、シャルル・ボードレール、ジュール・バルベー・ドールヴィイ、ナダール、ガンベッタ、ヴィクトール・マッセ、エドモン・メートルらと出会った。中でもメートルはバジールの親友になった。バジールはリヒャルト・ワーグナーのファンで、その点でもメートルと意気投合した。
1865年春、モネは再びシャイイに赴き、大作『草上の昼食』の制作を始め、バジールに、人物のためのモデルになってほしいと言って来るように誘った。その夏、バジールはようやくシャイイに着いたが、着いてみると、モネは、事故でけがをし、宿のベッドから離れられない状態であった。バジールは、医学の知識を生かし、重りや毛布を使ってモネの痛みが和らぐようにしてやった。そして、その様子を絵に描いている。結局、モネは、バジールをモデルに使って『草上の昼食』を仕上げた。一方、バジールが制作した『シャイイの風景』は、彼らの先輩に当たるバルビゾン派に近い、静止した自然を描いたものとなっている。
バジールは、1866年のサロンに、『ピアノを弾く少女』と『魚の静物』の2点を提出した。『ピアノを弾く少女』はバジールがあえて選んだ現代的主題であり、彼は、両親に「現代を選んだのは、僕が一番よく理解している時代だからだし、今の人々にとって最も生き生きとしていると感じられる時代だからですが、多分そのせいで落選するでしょう。」と書いている。そのため、落選を恐れて、同時に『魚の静物』を出すことにした。また、続けて、「応募者の数を考えると、私は落選するのではないかと非常に恐れています。明日にはそれは決定するでしょう。もし落選したら、落選展を開催する請願書に両手で署名するつもりです。」と書き、不安を表している。結局、この年のサロンは、審査委員にジャン＝バティスト・カミーユ・コローやシャルル＝フランソワ・ドービニーが入ったため、バジールや仲間の画家の多くが入選した。それでも、予想どおり、『ピアノを弾く少女』は落選し、本人が余り気に入っていなかった静物のみが入選した。

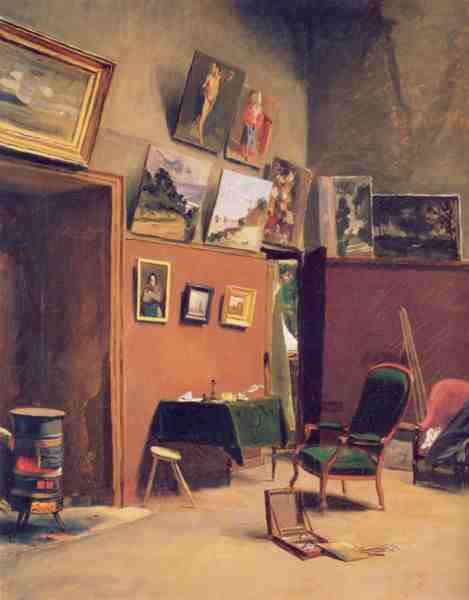
『フュルスタンベール通りのアトリエ（フランス語版）』1865年。油彩、キャンバス、80 × 65 cm。ファーブル美術館（モンペリエ）。
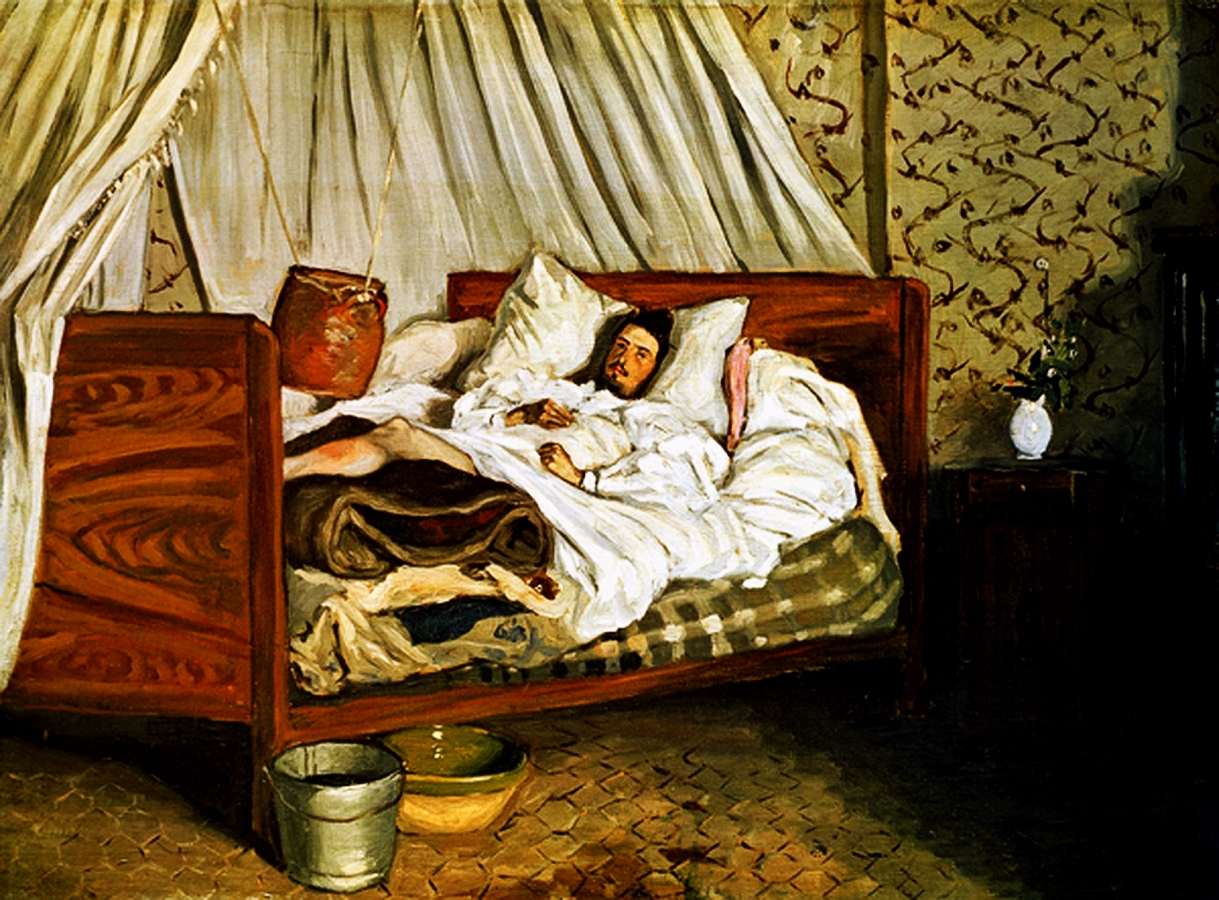
『病床のモネ』1865年。油彩、キャンバス、47 × 62 cm。オルセー美術館[16]。
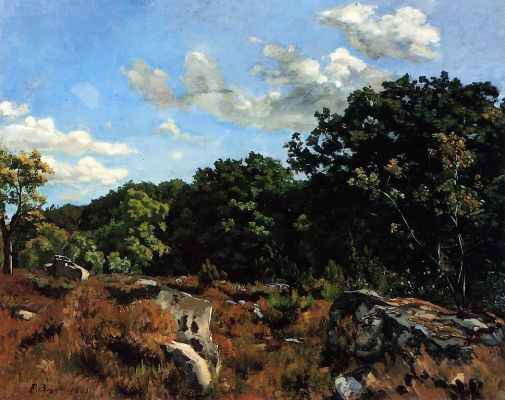
『シャイイの風景』1865年。油彩、キャンバス、81 × 100.3 cm。シカゴ美術館[22]。
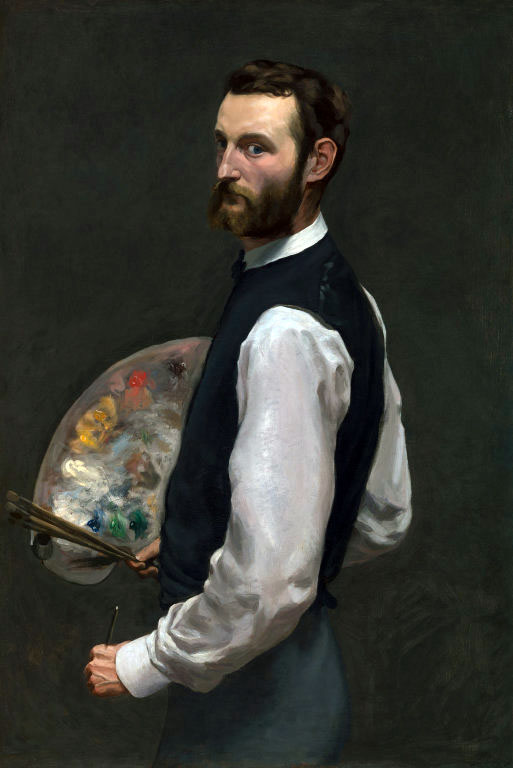
『自画像』1865-66年。油彩、キャンバス、108.9 × 71.1 cm。シカゴ美術館[23]。
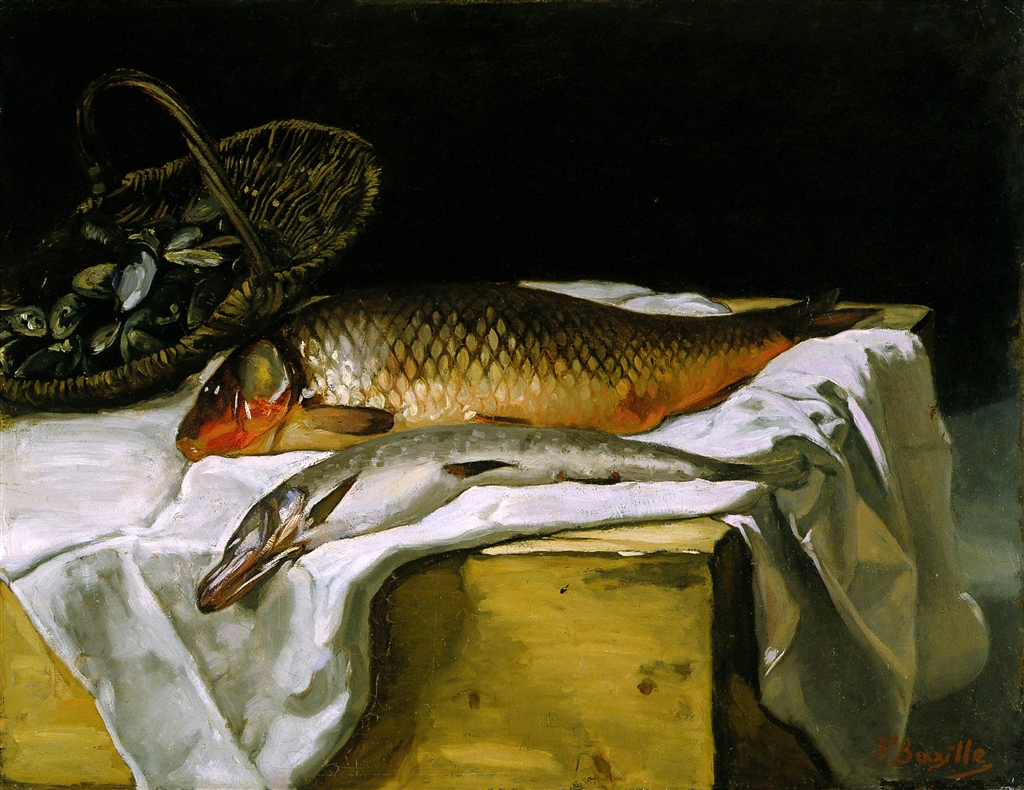
『魚の静物』1866年。油彩、キャンバス、63.5 × 81.9 cm。デトロイト美術館[24]。

### ヴィスコンティ通りのアトリエ

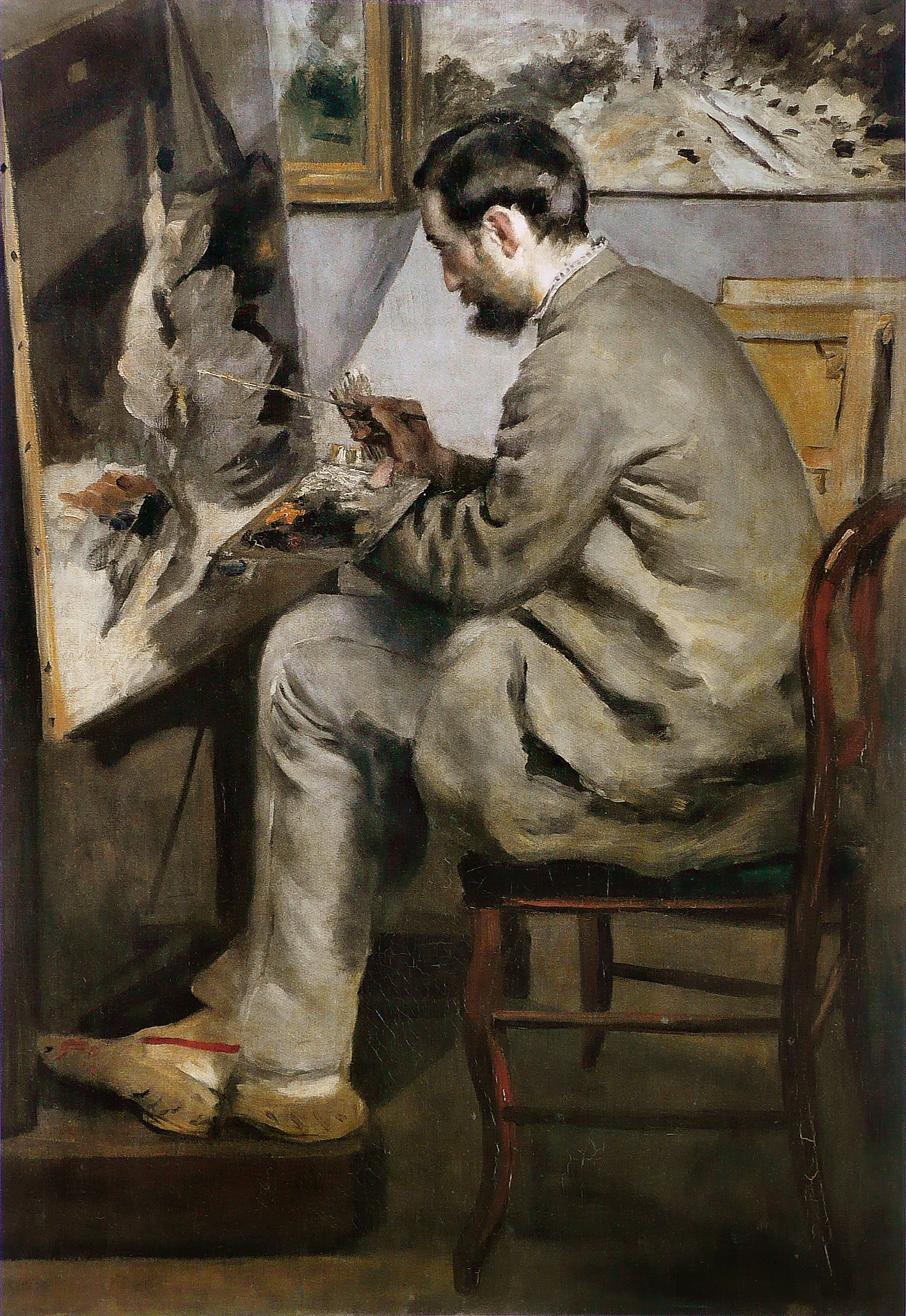
ルノワール『バジールの肖像』1867年。油彩、キャンバス、105 × 73.5 cm。オルセー美術館。

バジールは、1866年7月、ヴィスコンティ通りにアトリエを移し、ルノワールと共同で使用した。シスレーやモネもここをよく訪れた。1867年、バジールとシスレーが同じあおさぎの静物を違う角度から描き、その制作中のバジールをルノワールが絵画に残している。バジールも、ルノワールの肖像を描いている。
1867年のサロンは、前年から一転して審査が厳しくなり、バジールや仲間の画家の多くは落選した。バジールは、この年の5月初め頃と思われる両親宛の手紙で、次のように書いている。
これは、後の印象派グループ展（1874年以降）と同じような、サロンから独立したグループ展の開催を考えていた跡として注目される。
バジールの作品は、1867年頃から、イル・ド・フランスの風景画が少なくなり、友人や家族をモデルにした風俗画が多くなる。プロヴァンス地方を描いた風景画はあるが、アトリエで仕上げを施すようになり、同時期のルノワールと同様、アカデミックな画風への回帰が見られる。バジールは、1867年、モンペリエ近郊のメリックにある実家で、テラスに集まった家族をモデルに代表作『家族の集い』を制作した。南仏の強い光の下、強いコントラストで人物と背景が描かれている。モネの『庭の中の女たち』と比較すると、個々の人物が肖像画として成立しており、カメラを見るようにこちらを見つめている点が画風の違いを示している。バジールは、何度も仕上げをし、サロンに出品後も、犬のモチーフを静物に修正するなど、変更を試みている。『庭の中の女たち』がサロンに拒絶されたのに対し、『家族の集い』はより受け入れられやすい作品であったといえる。人物の描き方はやや堅苦しく、未熟な点はあるが、戸外における人物群像構図という、当時の彼らの共通の課題に応えたものである。構成力と、光に対する感受性が優れており、印象派の世界を予告する作品となっていると評される。
バジールは、1867年のサロンで落選したモネの『庭の中の女たち』を、1868年1月、2500フラン（毎月50フランの分割払い）で購入し、彼を支援した。仲間の画家たちの中では裕福な家の出であったことから、バジールは、モネやルノワールを経済的に助けたが、父親からは、出費を心配して倹約を促す手紙が度々届いた。その後も、長男が生まれたモネは、バジールへの手紙で経済的苦境を繰り返し訴えている。バジールは、モネの長男ジャンの名付け親となった。

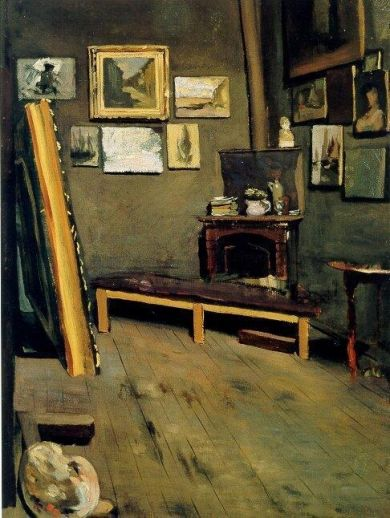
『ヴィスコンティ通りのアトリエ』1867年。油彩、キャンバス、64 × 49 cm。ヴァージニア美術館。
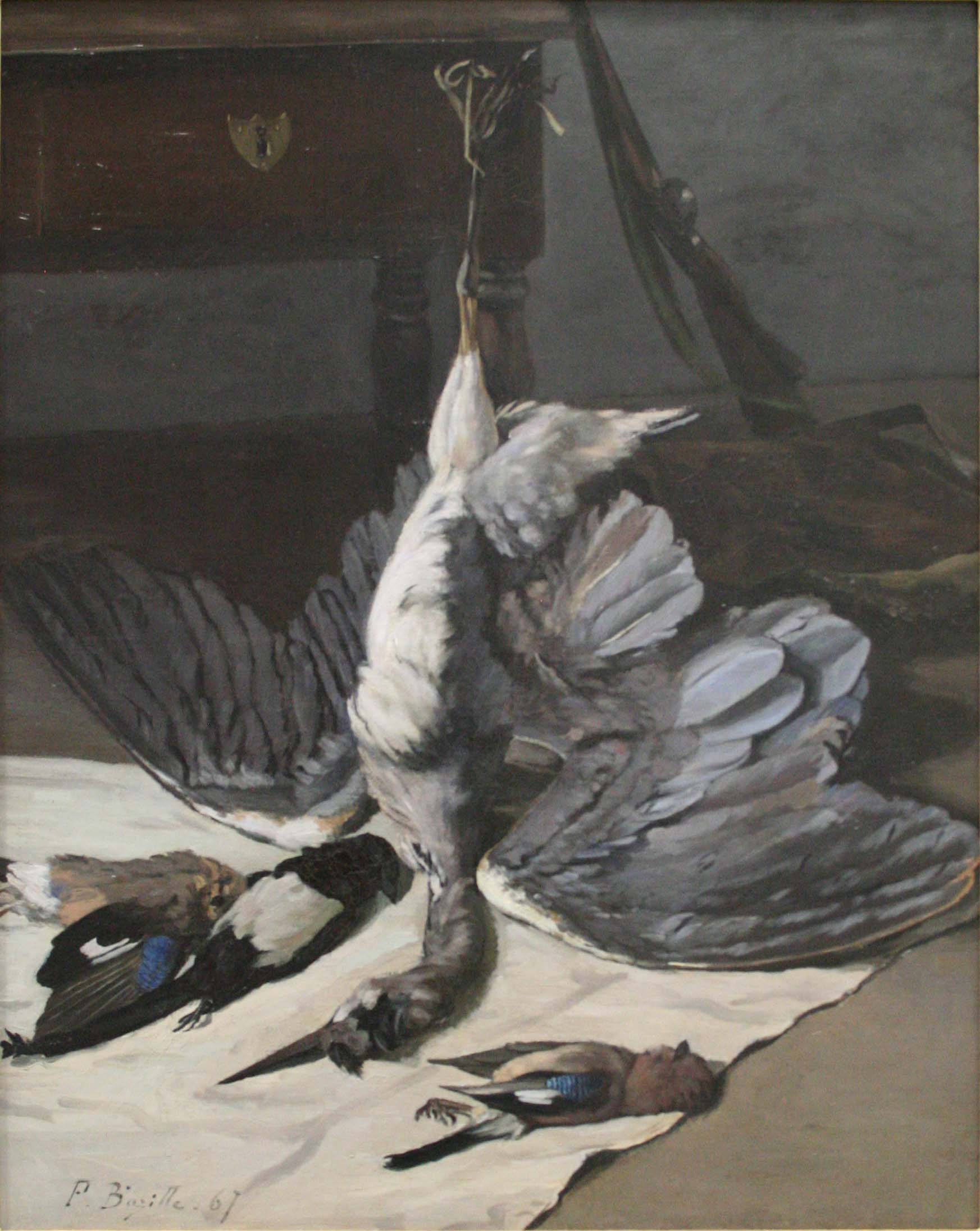
『あおさぎ』1867年。油彩、キャンバス、98 × 78 cm。ファーブル美術館（モンペリエ）。
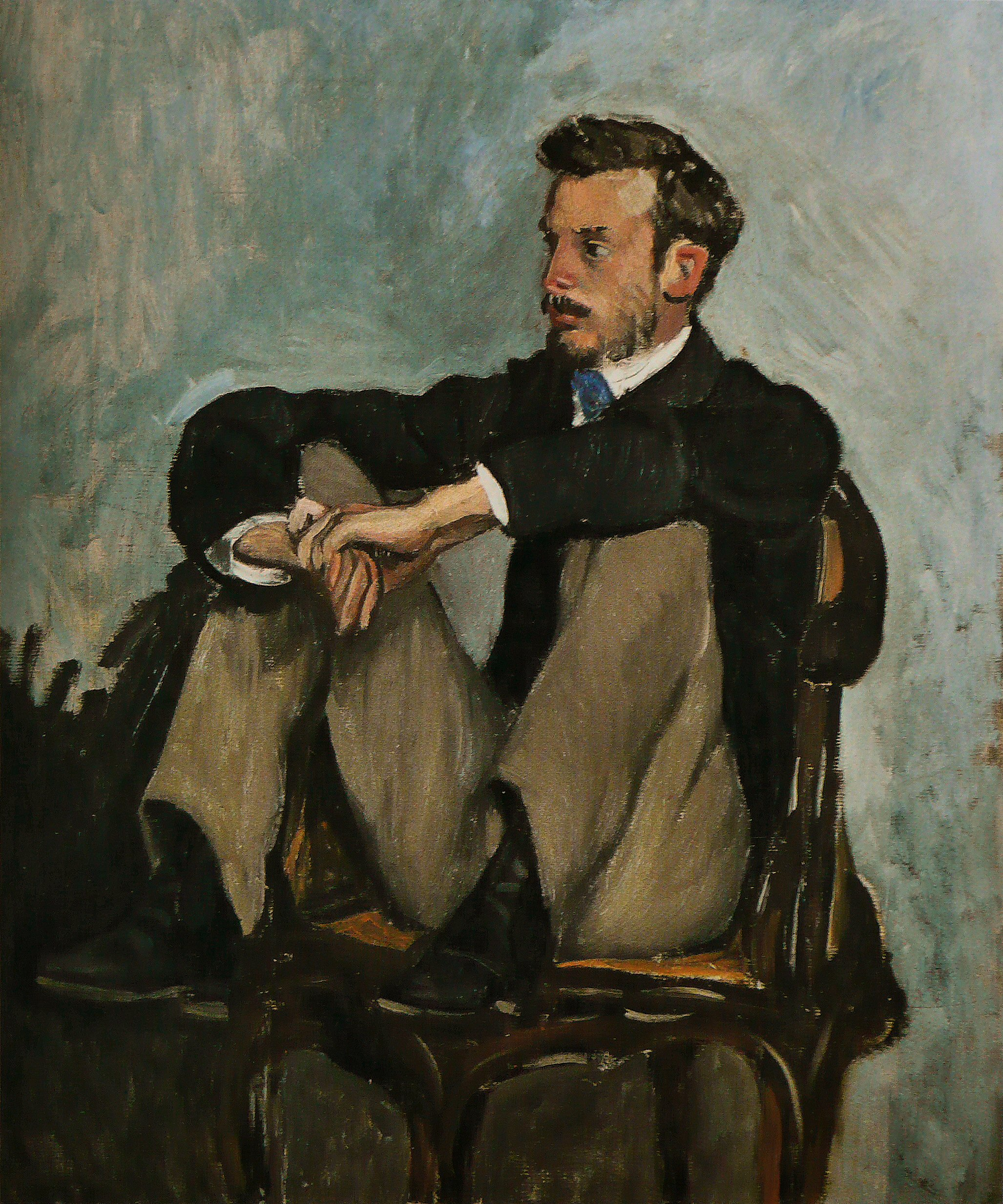
『ルノワールの肖像』1867年。油彩、キャンバス、61.2 × 50 cm。オルセー美術館[37]。
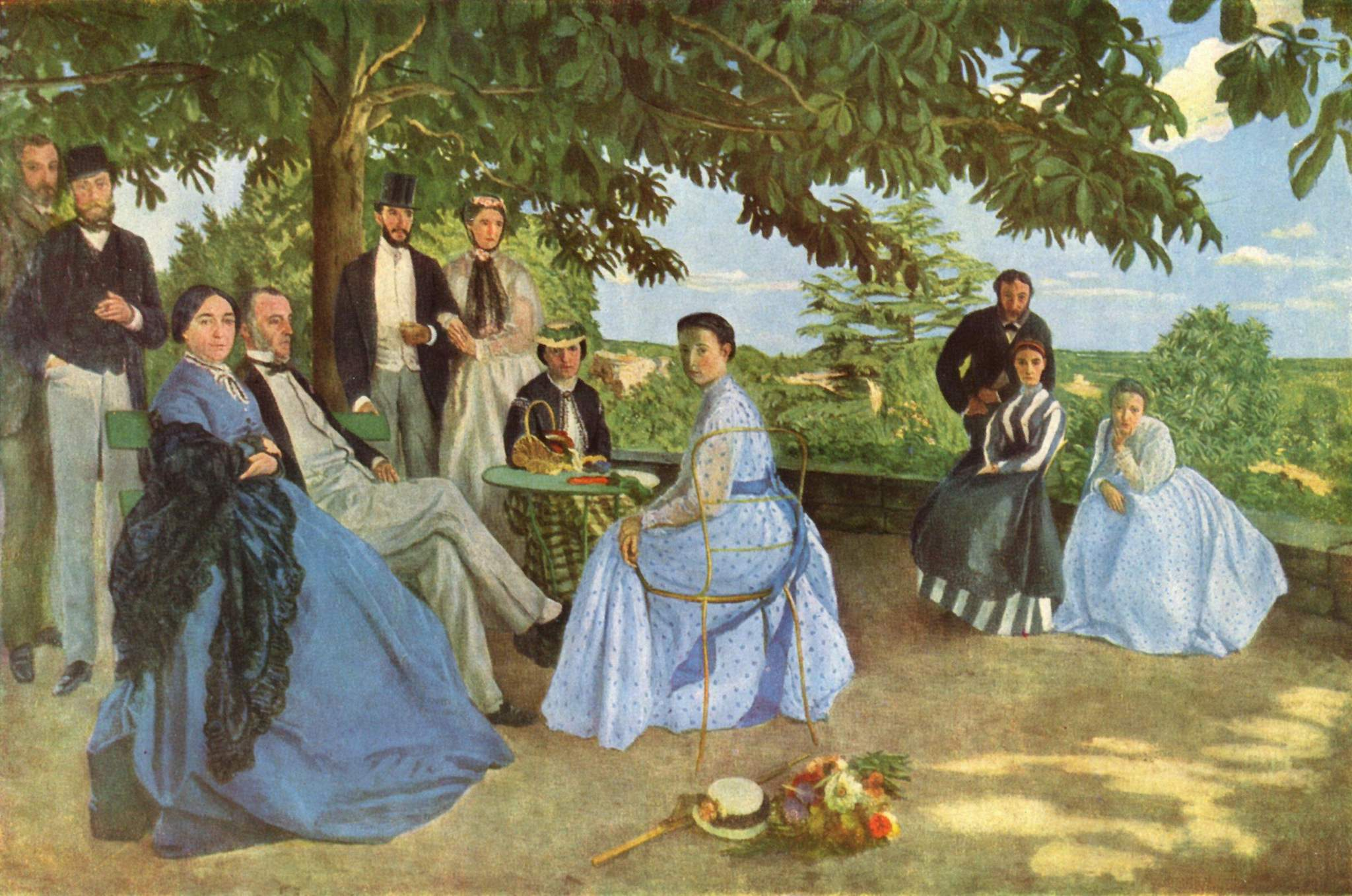
『家族の集い』1867-68年。油彩、キャンバス、152 × 230 cm。オルセー美術館[31]。1868年サロン入選。

### ラ・コンダミンヌ通りのアトリエ
バジールは、1868年1月、ルノワールとともに、バティニョール地区のラ・ペ通り（1869年12月にラ・コンダミンヌ通りに改称）に移った。ヴィスコンティ通りのアトリエが手狭だったため、広いアトリエを求めて移ったもので、バジールは、父親に、家賃が余計にかかることを報告している。ラ・コンダミンヌ通りのアトリエは、エドゥアール・マネが通うカフェ・ゲルボワからすく近くの場所であった。後の印象派の画家たちは、カフェ・ゲルボワに集まり、「バティニョール派」と呼ばれていた。ラ・コンダミンヌ通りのアトリエには、モネ、ルノワール、マネのほか、エミール・ゾラ、ピサロ、セザンヌ、ギュスターヴ・クールベも訪れた。
1868年のサロンには、『家族の集い』と『花瓶』の2作品が入選した。
この年、バジールは、アカデミックな伝統と強く結び付いた男性裸体画に、現代的なアプローチで取り組もうとし、『網を持つ漁師』を制作した。しかし、モチーフとしては奇妙で不自然なものとなってしまった。
1869年のサロンには、『村の眺め』が入選したが、『網を持つ漁師』は落選した。バジールは、両親に、次のように書いている。
このように、バジールは、サロンから独立して画家たち自身が主催する展覧会の構想を継続している。『村の眺め』の入選には、ジャン＝レオン・ジェロームが強く反対したが、同じく官立美術学校のアトリエ教授で、モンペリエ出身のアレクサンドル・カバネルは賛成し、バジールは、官展派のカバネルの擁護を知って驚いたという。
1870年、バジールは、ラ・コンダミンヌ通りのアトリエを作品に描いている。中央でパレットを持っているのがバジールであるが、バジールが父親に書いた手紙によると、これを描き込んだのはマネだという。帽子を被ってイーゼルを見ているのはマネ、右でピアノを弾いているのはバジールの親友エドモン・メートルである。絵の左側の3人は特定が難しいが、おそらくモネ、ルノワール、ザカリー・アストリュクではないかと思われる。画中には、サロンに落選した自分や友人の作品が描かれており、アカデミーへの批判が込められている。
『バジールのアトリエ』の画中には、サロンに向けて準備中だった『身繕い（化粧）』が描かれているが、この後、バジールは、急遽3人目の女性を描き加え、3月のサロン提出期限に間に合わせた。しかし、1870年のサロンには、2点応募したうち、『夏の情景』は入選したが、『身繕い』は落選した。
『夏の情景』は、『網を持った漁師』で試みた現代の男性裸体画を、より説得的に提示したものといえる。水着の若者たちの中には、聖セバスティアヌスや河の神など、それと分かる伝統的なポーズを取っている者がいるが、こうしたアカデミックな題材を現代の風俗画に取り込もうとしている。サロンで展示された『夏の情景』を見て、批評家ザカリー・アストリュクは、「彼のキャンバスには陽光があふれている」と評した。この絵の構図はパリのアトリエで描き始められたもののようだが、南仏に旅した時に仕上げたようである。バジール自身も、作品の評価に満足し、両親に、「私は、自分の作品の展示についてとても嬉しく思っています。私の絵は、大変良い場所にかけられています。皆が私の作品を見て、語っています。……少なくとも、私は時勢に遅れていないわけで、今後どのような作品を展示しても、注目されることになるでしょう。」と書いている。

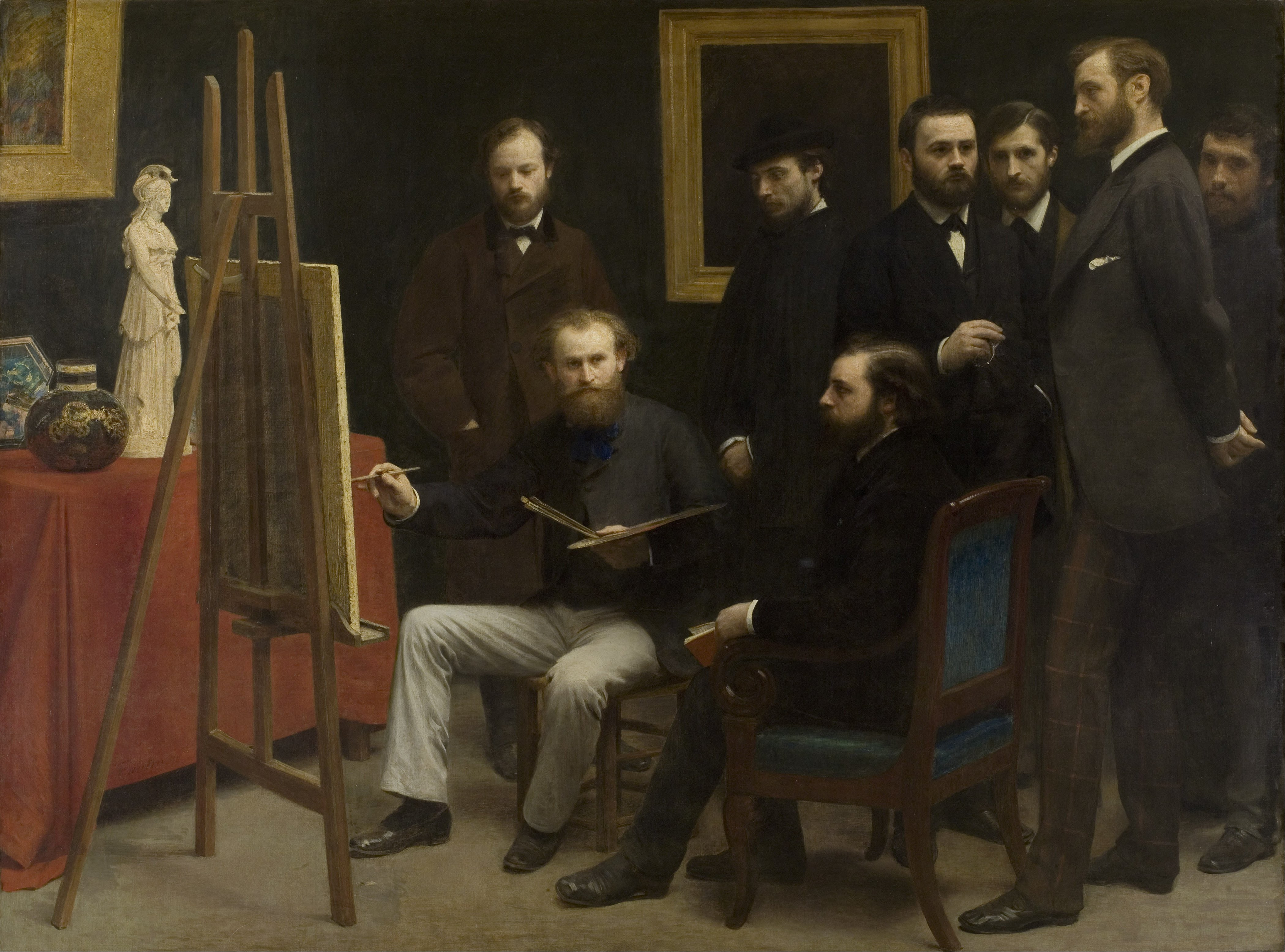
アンリ・ファンタン＝ラトゥール『バティニョールのアトリエ』1870年。絵筆を持つマネを、若手画家や作家が囲んでいる。バジールは右端から2番目の長身の人物。

ところで、バジールは、1870年1月、自ら『身繕い』の制作に追われる傍ら、友人アンリ・ファンタン＝ラトゥールの制作する『バティニョールのアトリエ』のモデルも務めた。2人は、日本美術への魅力に意気投合し、バジールが『身繕い』に日本の着物を持つ3人目の女性を描き加えた一方、ファンタン＝ラトゥールは、日本から強い影響を受けた作陶家ローラン・ブヴィエの壺を描き入れた。さらに、バジールは、同年4月、住み慣れたラ・コンダミンヌ通りのアトリエを去り、ファンタン＝ラトゥールがアトリエを構えるボザール通りに移った。そして、バジールは、『芍薬と黒人の女性』にブヴィエの壺を描いており、ファンタン＝ラトゥールとの友情を明らかにしている。『芍薬と黒人の女性』は、バジールが出征前にパリで描いた最後の作品となった。

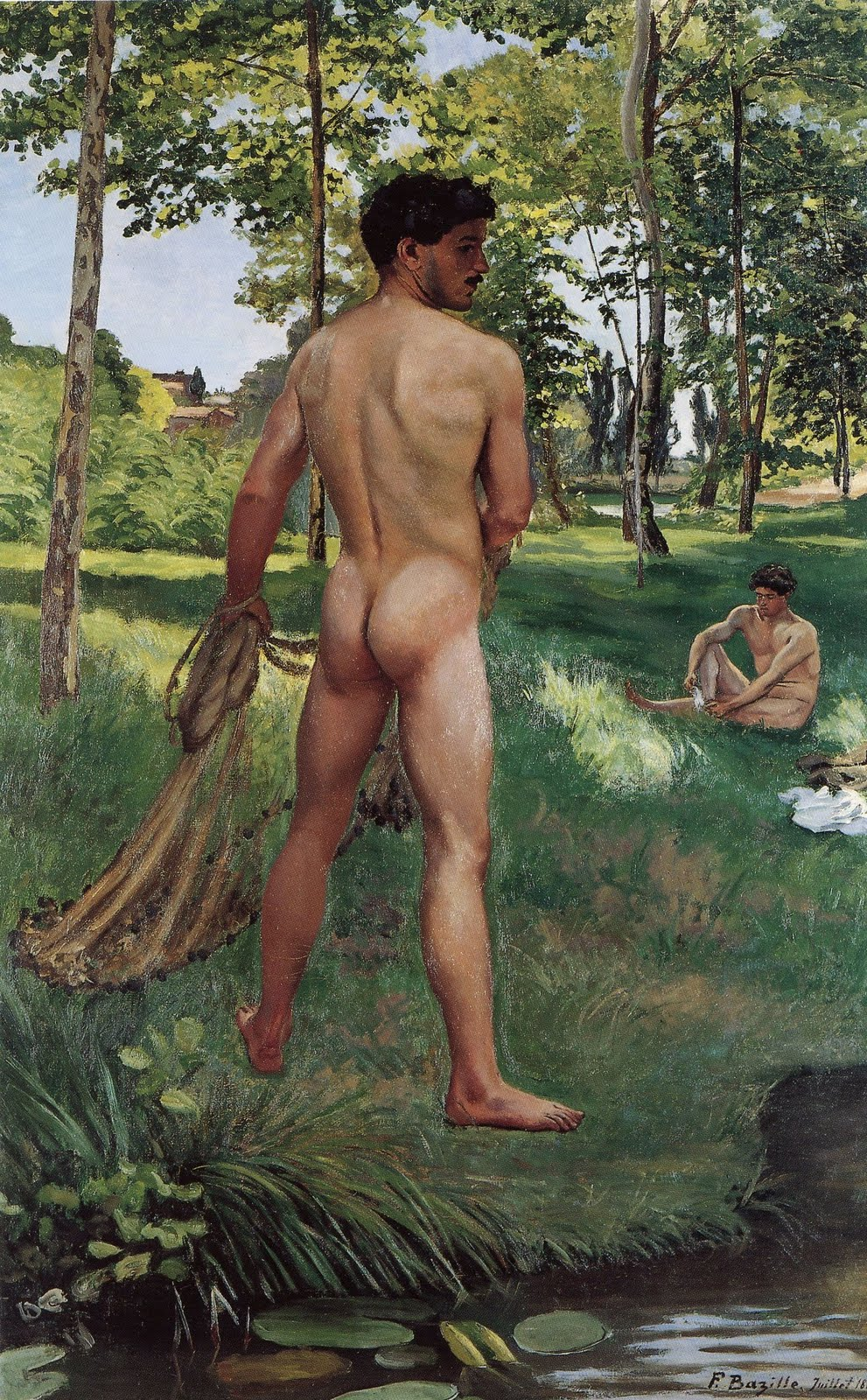
『網を持つ漁師』1868年。油彩、キャンバス、134 × 83 cm。財団蔵（チューリッヒ）。1869年サロン落選。
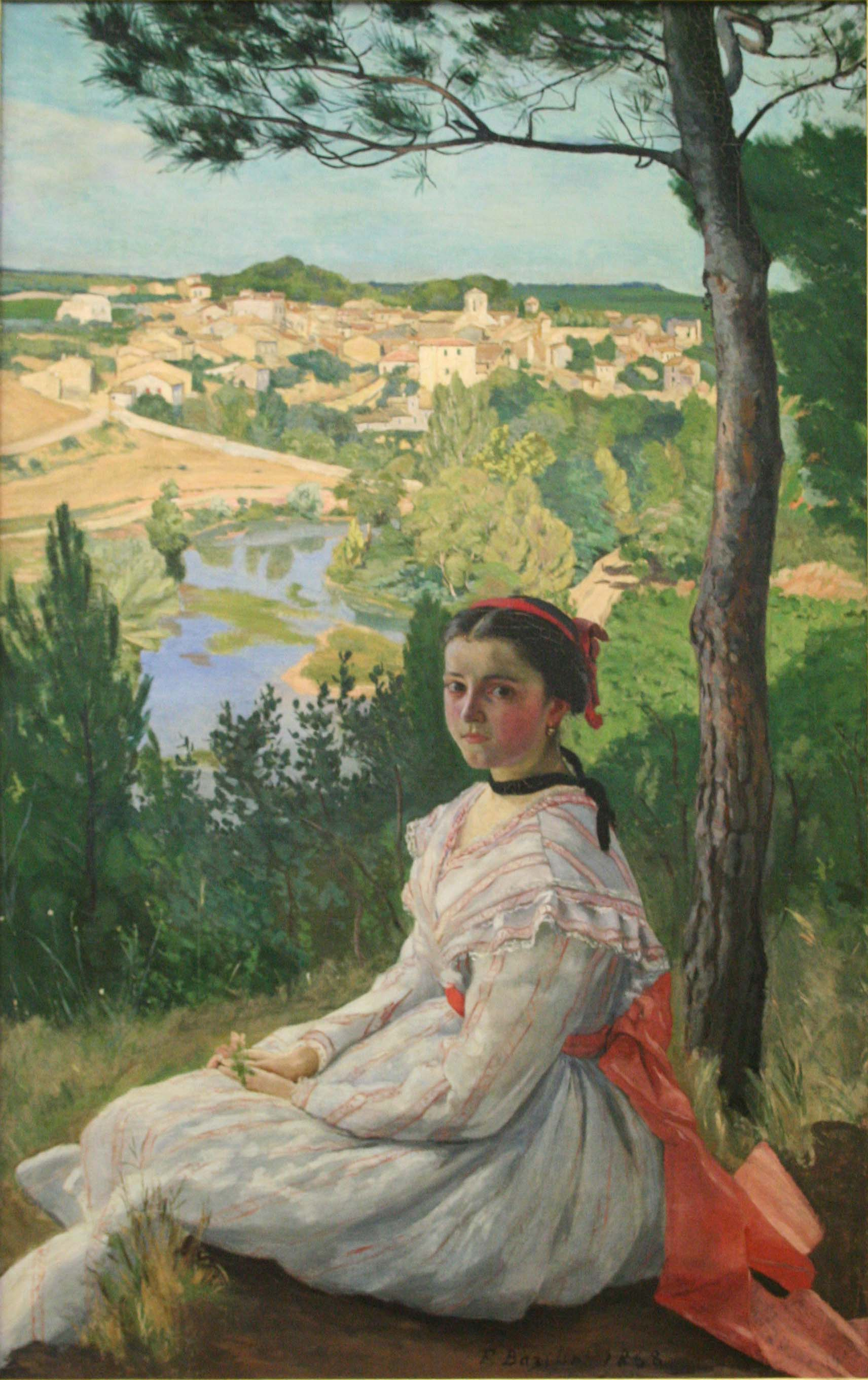
『村の眺め』1868年。油彩、キャンバス、137.5 × 85 cm。ファーブル美術館（モンペリエ）。1869年サロン入選。
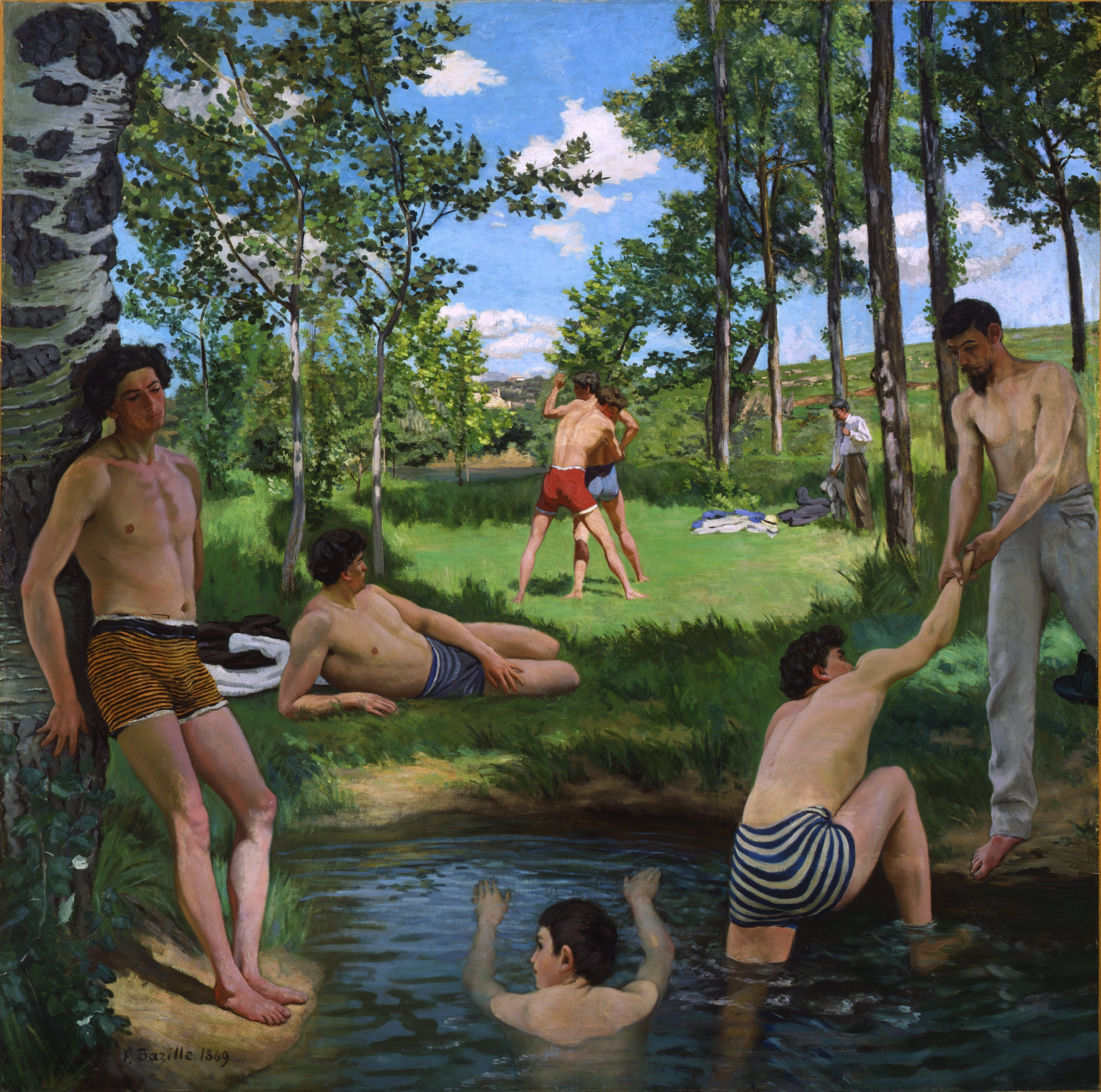
『夏の情景（フランス語版）』1869年。油彩、キャンバス、160 × 160.7 cm。フォッグ美術館（マサチューセッツ州ケンブリッジ、ハーバード大学）[46]。1870年サロン入選。
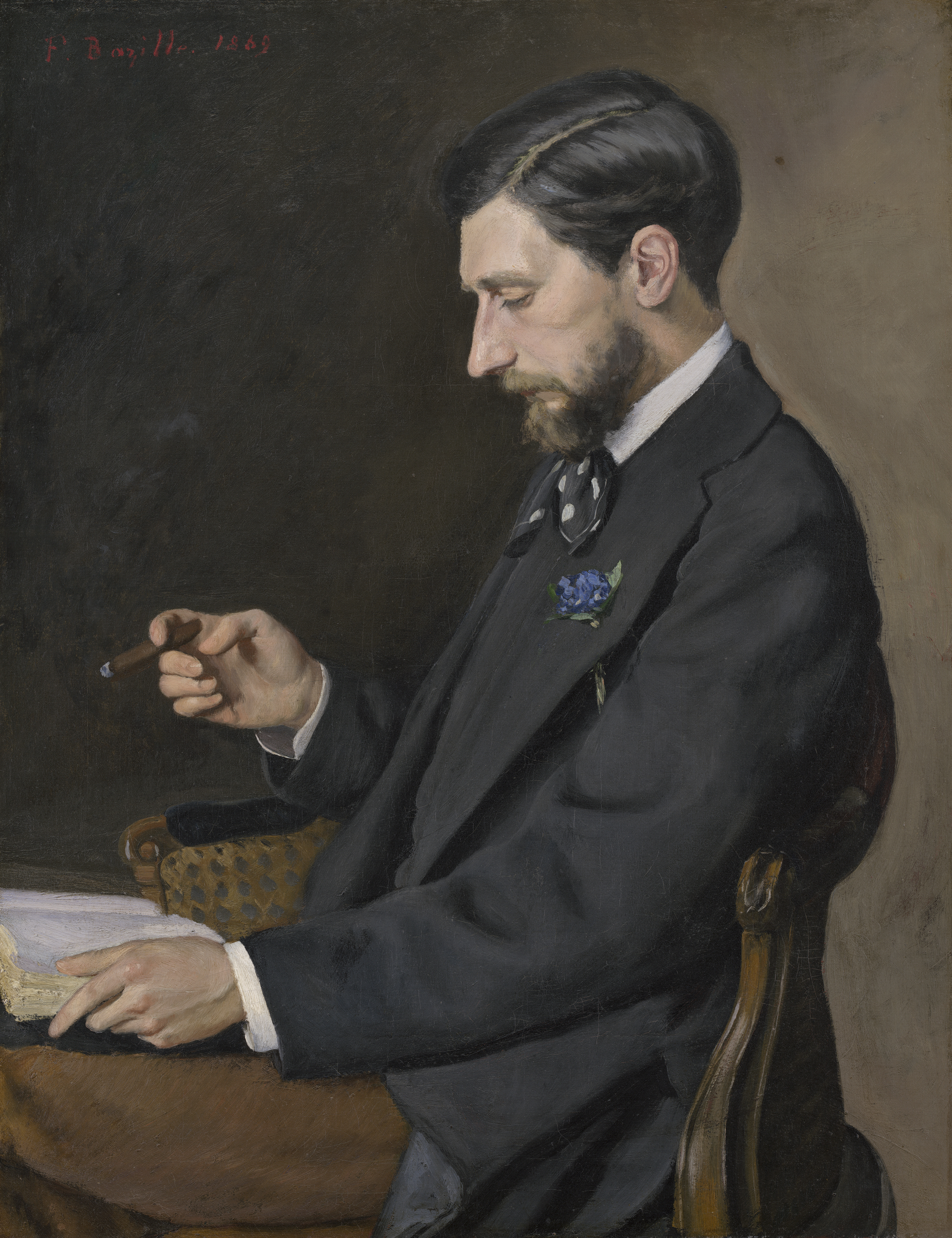
『エドモン・メートルの肖像』1869年。油彩、キャンバス、83 × 64.2 cm。ナショナル・ギャラリー（ワシントンD.C.）[51]。
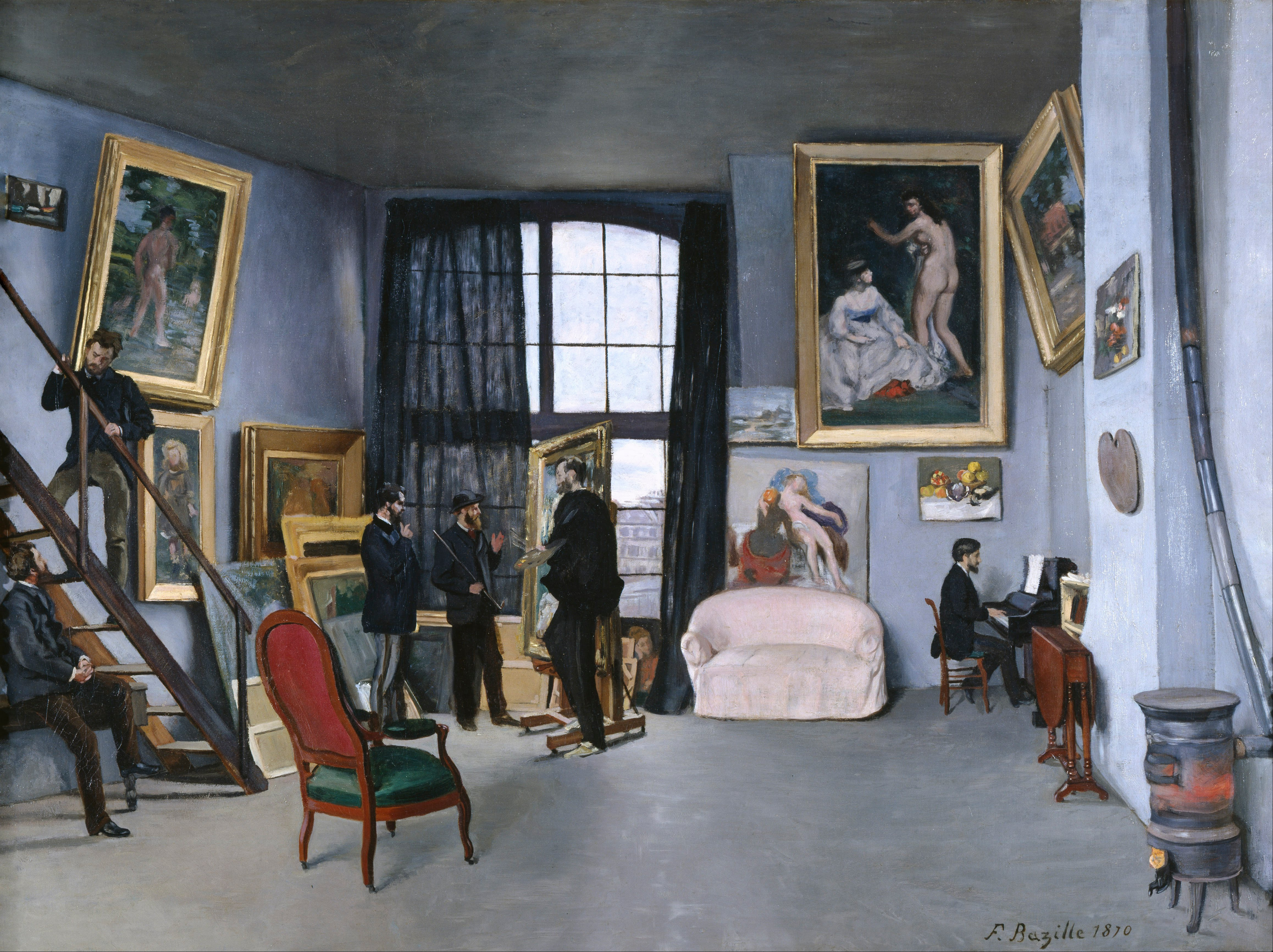
『バジールのアトリエ（ラ・コンダミンヌ通り）』1870年。油彩、キャンバス、98 × 128 cm。オルセー美術館[39]。
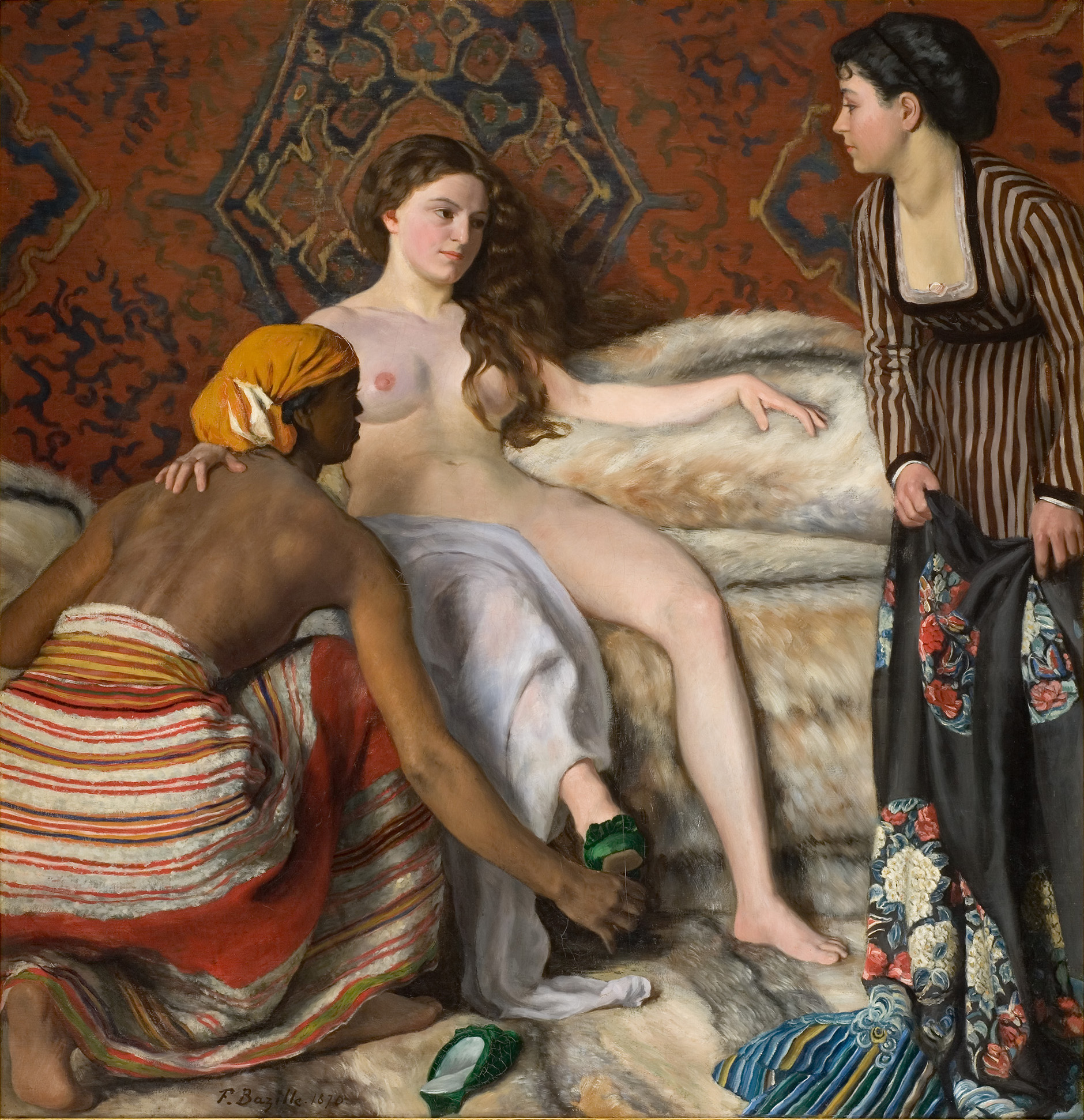
『身繕い』1870年。油彩、キャンバス、130 × 128 cm。ファーブル美術館（モンペリエ）。1870年サロン落選。
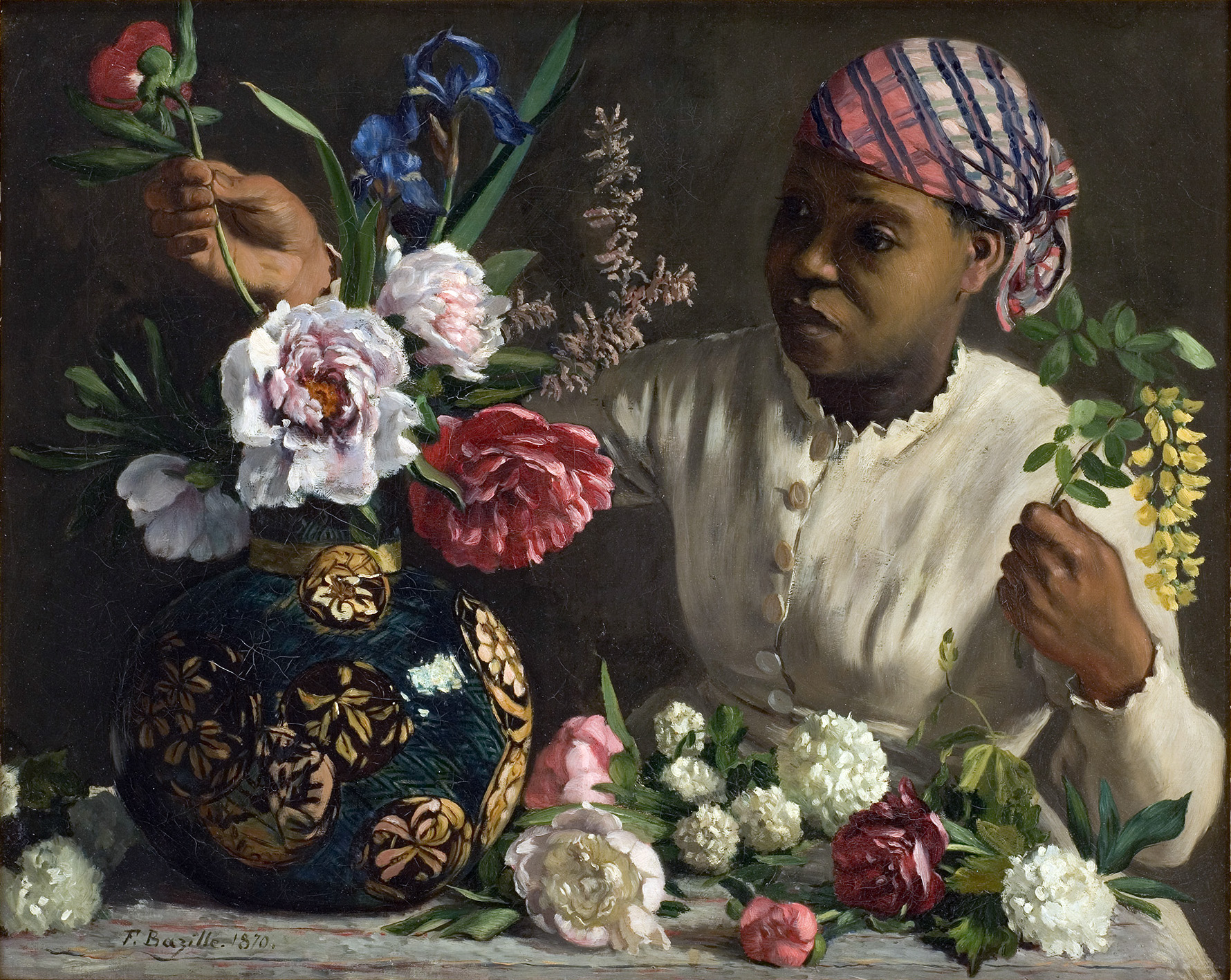
『芍薬と黒人の女性』1870年。油彩、キャンバス、60.3 × 75.2 cm。ファーブル美術館。
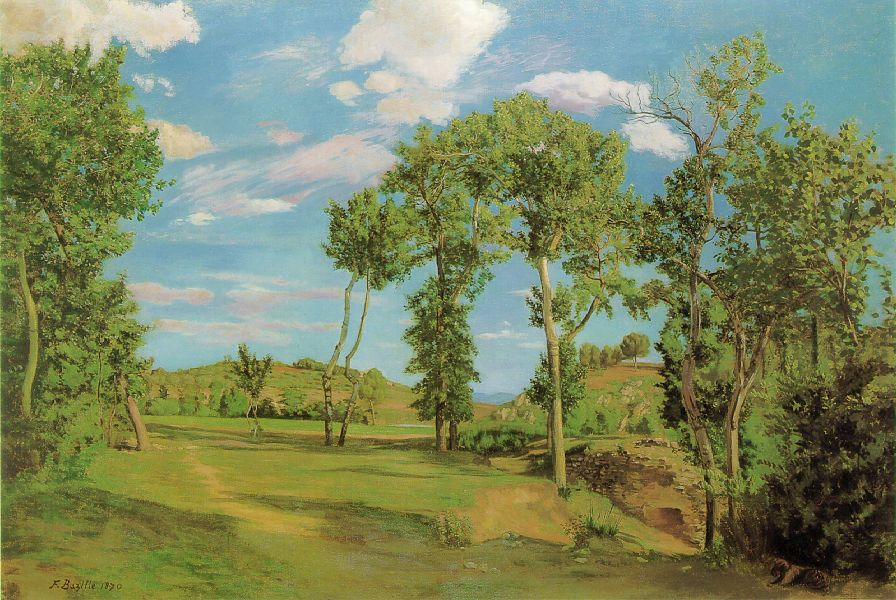
『レ川のほとりの風景』1870年。油彩、キャンバス、137.2 × 200.7 cm。ミネアポリス美術館[52]。

### 普仏戦争と死

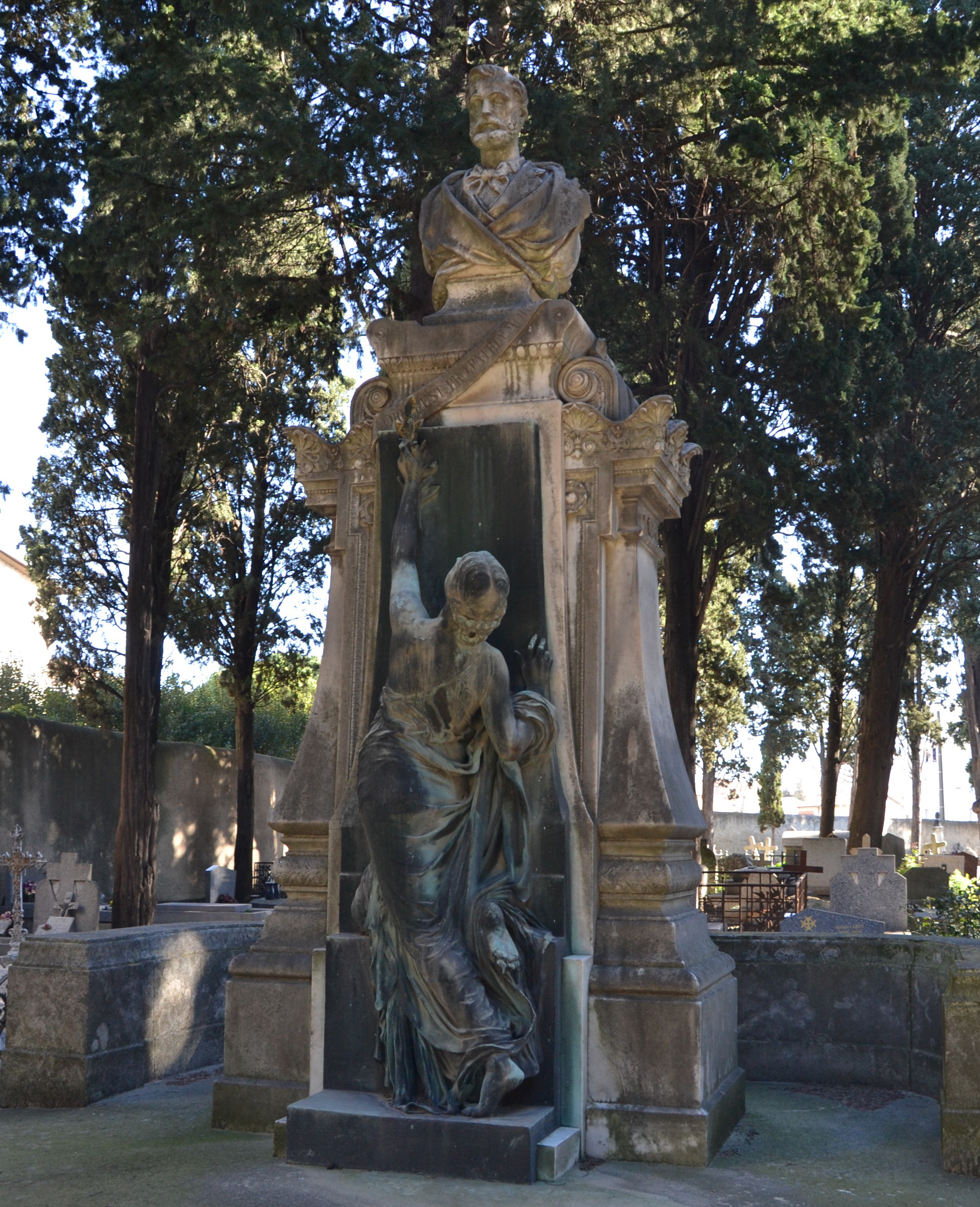
モンペリエのバジールの墓。

バジールは、1870年5月、甥の誕生祝いを兼ねて、モンペリエに帰省し、メリックの別荘で制作した。
同年7月19日、普仏戦争が勃発すると、バジールは、8月10日、志願してズアーブ兵連隊に入った。1870年11月28日、オルレアン近郊のボーヌ＝ラ＝ロランドの戦いで戦死した。父親は、戦死の知らせを聞くと、危険を冒してすぐ戦地に赴き、2発の銃弾を受けた息子の遺体を故郷に連れ帰った。

## 死後
バジールが語っていた、サロンから独立したグループ展の構想は、普仏戦争終結後の1874年以降、モネ、ルノワール、ピサロ、ドガなどバティニョール派のメンバーによるグループ展として実現した。彼らは、印象派と呼ばれ、当初は酷評にさらされたが、次第に受け入れられ、20世紀には美術市場で勝利を収めるに至った。
1876年の第2回印象派展には、ルノワールが、バジールとの友情の証として、マネが買い取っていた『バジールの肖像』を借り受けて出品した。バジールの父は、この展覧会を見に来て息子の肖像画と出会った。バジールの親友だったエドモン・メートルは、バジールが購入していたモネの『庭の中の女たち』と、マネが所有していた『バジールの肖像』とを交換するよう仲介し、バジールの父は、息子の肖像を譲り受けることができた。この第2回展には、バジールの遺作も2点出品された。